# 110405 Itoyumi
110405 Itoyumi este o planetă minoră (asteroid), cu un diametru de 2,185 km, din centura de asteroizi. A fost descoperită pe 12 octombrie 2001 la Goodricke-Pigott Observatory⁠(d) de Roy A. Tucker⁠(d). 
Obiectul prezintă o orbită caracterizată de o semiaxă mare de 2,7197349362313 UAi, o excentricitate de 0,19609547582813, o înclinație de 13,774281818121 ° în raport cu ecliptica.